# Корвінул (Хунедоара)
Футбольний клуб «Корвінул» Хунедоара (рум. F.C. Corvinul Hunedoara) — колишній румунський футбольний клуб з Хунедоари, що існував у 1921—2004 роках.

## Досягнення
- Ліга I
  - Бронзовий призер (1): 1981–82
- Кубок Румунії
  - Володар (1): 2023/24
- Суперкубок Румунії
  -  Фіналіст (1): 2024
- Ліга II
  - Чемпіон (4): 1953, 1959–60, 1975–76, 1979–80
  - Срібний призер (3):  1956, 1957–58, 1994–95
- Ліга III
  - Чемпіон (2): 1966–67, 2001–02
  - Срібний призер (1): 1965–66.